# 34585 Torrano
34585 Torrano este o planetă minoră (asteroid), cu un diametru de 2,399 km, din centura de asteroizi. A fost descoperită pe 30 septembrie 2000 la Stația Anderson Mesa de Lowell Observatory Near-Earth-Object Search. 
Obiectul prezintă o orbită caracterizată de o semiaxă mare de 2,3601128 UAi, o excentricitate de 0,15, o înclinație de 7,62949 ° în raport cu ecliptica.